# María Auxiliadora Delgado San Martín
María Auxiliadora Delgado San Martín (Montevideo, 11 de març de 1937 - Montevideo, 31 de juliol de 2019) va ser la primera dama de l'Uruguai entre 2005 i 2010 i posteriorment entre 2015 i la seva mort, per virtut del seu matrimoni amb el 39è i 41è president de la República, Tabaré Vázquez, amb qui va casar-se el 1964. Va tenir quatre fills amb ell.
La més petita d'11 germans, María Auxiliadora va perdre el seu pare als 3 anys de vida i les tres germanes majors de la família van començar a treballar des de la seva joventut. María Auxiliadora era veïna del seu futur marit i un dels polítics més importants del país, Tabaré Vázquez, el primer president d'esquerra (2005-2010) i membre del Front Ampli.
Va treballar a la Caixa de Jubilacions i Pensions de Professionals Universitaris, en la secció Tràmits i Expedients, fins que es va jubilar el 1992 amb el càrrec de cap de departament. Ja per aquesta època el seu espòs era intendent de Montevideo.
Com a catòlica, María Auxiliadora va col·laborar amb diferents parròquies i famílies que ho necessitaven. Els seus veïns la descriuen com una dona senzilla, actualment dedicada a les tasques de la llar. També va presidir la Comissió Honorària de Salut Bucal Escolar. Com a primera dama, va mantenir un perfil discret davant dels mitjans de premsa.